# Kader Bamba
Abdoul Kader Bamba, né le 25 avril 1994 à Sarcelles, est un footballeur français  qui évolue au poste de milieu offensif ou ailier à Clermont Foot.

## Biographie
Né en le 25 avril 1994 à Sarcelles dans le Val-d'Oise, Kader Bamba est l'enfant d'un père ivoirien et d'une mère sénégalaise.

### Carrière
Passé par l'académie du Toulouse FC, Bamba commence sa carrière dans les divisions inférieures françaises, se faisant notamment remarquer au Mans en National 3 puis 2, avant d'être transféré au FC Nantes le 27 mai 2018,. Il y fait ses débuts professionnels dans une défaite 2 à 1 en Ligue 1 contre Lille le 11 août 2019.
S'imposant peu à peu comme titulaire lors de la saison 2019-2020, il figure notamment dans le onze type de L'Équipe le 2 décembre 2019. Le 22 février 2020, il réalise une performance de premier plan lors de la victoire 1-3 contre l'Olympique de Marseille au Vélodrome,, délivrant notamment une passe décisive et marquant un but qui restera comme l'un des plus gros exploits individuels de la saison.
Le 2 juin 2020, il prolonge son contrat avec son club qui devait se terminer dans deux ans, le liant à Nantes jusqu'en 2024.
Lors de la saison 2020-21, le natif de Sarcelles, devient rapidement le « joker de luxe » du FC Nantes, avec des entrées décisives, concluent par des buts face à Brest, Lorient et Angers.
Le 25 avril 2021, il est écarté de l'équipe première pour « raisons disciplinaires » et ne participe pas à la fin de la saison.
En toute fin de mercato d'été 2021, il est prêté à l'Amiens SC avec option d'achat.

## Style de jeu
Milieu résolument offensif, Bamba est notamment réputé pour ses capacités de dribble. Il tente de faire un grand nombre de dribbles par match, à tel point qu'il finit la saison 2019-2020 parmi les dix meilleurs dribbleurs européens avec 7,4 dribbles par match.